# Leuctra moreae
Leuctra moreae är en bäcksländeart som beskrevs av Peter Zwick 1978. Leuctra moreae ingår i släktet Leuctra och familjen smalbäcksländor. Inga underarter finns listade i Catalogue of Life.